# Науково-дослідницький інститут теорії та історії архітектури і містобудування
Державне підприємство «Науково-дослідний інститут теорії та історії архітектури і містобудування» (ДП НДІТІАМ) — головний в Україні науково-дослідний центр з проблем теорії та історії і використання прикладної інформатики в архітектурі й містобудуванні. Був утворений в 1946 році як Інститут історії і теорії архітектури (ІІТА) в складі новозаснованої 21 червня 1945 року Академії архітектури УРСР на базі кабінету історії архітектури Академії архітектури СРСР заснованої в лютому 1944. Протягом свого 61-річного існування інститут змінив багато назв і головних організацій, 23 серпня 2007 року його було ліквідовано урядом Януковича.

## Історія інституту

### Передісторія. Кабінет історії архітектури (1944–1945)
В лютому 1944 року було утворено Академію архітектури СРСР, яка мала в своєму складі кабінет історії архітектури під головуванням (з березня 1944) українського архітектора Петра Юрченка. Разом з іншим співробітником кабінету українським мистецтвознавцем Іваном Вроною, він почав збирати перші матеріали з історії архітектури. Також варто відмітити ще одного українського архітектора — Олександра Вербицького, який також працював в той час в Академії і очолював Інститут аспірантури.

### Післявоєнні роки. Початок діяльності інституту в складі Академії архітектури УРСР (1946–1956)
21 червня 1945 року за наполяганням Володимира Заболотного, директора Українського філіалу Академії архітектури СРСР, була створена Академія архітектури УРСР. З 1946 року в її складі почав працювати утворений на базі колишнього кабінету історії архітектури новий науково-дослідний інститут — Інститут історії і теорії архітектури (ІІТА). Замість Петра Юрченка, в провину якому ставили перебування на окупованих територіях, керувати інститутом призначили російського архітектора Сергія Безсонова. Згодом, в 1948-му, його змінив Ісидор Грабовський. А його в свою чергу, в 1951 році, — запрошений з Москви Михайло Цапенко.
Цапенко добився звільнення Юрченка, за провину якому ставили недоліки в його роботах, які, мовляв, «вирізняються аполітичністю і дилетантизмом, відсутністю марксистського аналізу; у цих роботах не міститься викриття буржуазно-націоналістичної фальсифікації історії українського мистецтва архітектури» та, знов ж таки, перебування на окупованих територіях.
Також в 1951-му до складу інституту було передано Музей архітектури та Науково-експериментальну майстерню.

#### Колективні праці
- Архитектура Украинской ССР, альбом в двох томах (голова редколегії В. Заболотний)
- Архитектурное творчество (відп. ред. М. Цапенко)
- Зодчество України (гол. ред. М. Цапенко)
- Памятники архитектуры Украины

#### Книги
- Ю. Асєєв — Орнаменти Софії Київської
- С. Безсонов — Архитектура Андреевской церкви в Києве
- І. Косаревський — Альбом партерной зелени
- Г. Логвин — Чигирин, Суботів
- П. Юрченко — Дерев'яне зодчество України

#### Персоналії
В ці часи до інституту прийшли, окрім згаданих вище, такі спеціалісти: Й. Бялер, В. Зайцев, І. Ігпаткін, Ю. Нельговський, Н. Озерова, М. Опищенко, Г. Підліспа, С. Таранушепко, після закінчення Інституту аспірантури — О. Ігнатов, Б. Крицький, Л. Сакович, Л. Чепуріна, а також випускники вишів —- Л. Грачова, П. Макушенко, В. Мойсеєнко, Н. Новаківська.

### В складі Академії будівництва й архітектури УРСР (1956–1963)
В грудні 1954-го року відбулася Всесоюзна нарада будівельників на якій гостро засудили «надмірності в архітектурі» характерні для попереднього будівництва (див. сталінський ампір) та закликали до спрощення радянської архітектури, більшої економічності і функціональності будівництва. 4 листопада 1955 року вийшла відповідна постанова ЦК КПРС «Про усунення надмірностей у проектуванні та будівництві».
З часом нові віяння дійшли й до інституту.
В 1956-му Академію архітектури УРСР перетворено на Академію будівництва й архітектури УРСР під головуванням Анатолія Комара, головним завданням якої стало вдосконалення будівництва. Питання архітектури відійшли на другий план.
В 1957-му перейменували також і інститут — в НДІ теорії та історії архітектури і будівельної техніки (НДІТІ).
На початку 1959-го директором інституту стає Григорій Головко. Тоді ж до складу музею входить Державний архітектурно-історичний заповідник «Софійський музей».
В 1962-м з-під безпосереднього підпорядкування Академії до складу інституту передають відділ історії українського мистецтва.
В цей період існування кількість співробітників інституту сягнула ста чоловік і зберігалась на такому рівні довгі роки.

#### Колективні праці
- Історія українського мистецтва (в шести томах; в цей період видані перші томи) (В. Заболотний і великий колектив авторів, серед яких співробітники інституту — Ю. Асєєв, Г. Богданович, Н. Велігоцька, І. Врона, А. В'юцик, Г. Головко, Є. Горбенко, М. Грицай, Я. Затенацький, І. Ігнаткін, С. Кілессо, М. Коломієць, Б. Лобачевський, Г. Логвин, Є. Мамолат, П. Мусієнко, Ю. Нельговський, Л. Попова, С. Таранушепко, Ф. Уманцев, Ю. Хохол, М. Цапенко, П. Цибенко, П. Юрченко)
- Нариси історії архітектури Української РСР (в двох томах) (гол. ред. В. Заболотний, заступник М. Цапенко; редколегія: С. Безсонов, Г. Головко, І. Грабовський, Ю. Нельговський, М. Сєвєров; автори: Ю. Асєєв, М. Грицай, І. Ігііаткін, О. Ігнатов, Г. Лебедєв, Г. Логвин, М. Онищенко, В. Самойлович, Ю. Хохол, П. Юрченко)

#### Книги
- Україна. Архітектура міст і сіл
- Питання історії архітектури та будівельної техніки України
- Формування стилю соціалістичної архітектури
- Архітектура України на новому етапі

#### Персоналії
Окрім згаданих вище, в цей період до інституту прийшли досвідчені архітектори та інженери — Л. Бєлоусов, Є. Мамолат, Т. Михайлова, В. Петренко, Є. Пламеницька, С. Таранушепко, С. Тутученко, а також молоді вчені й спеціалісти —- Є. Горбенко, Л. Грачова, В. Дахно, Л. Жоголь, С. Кілессо, С. Крижицький, В. Махрін, Н. Рогожина, В. Талалаєв, І. Ткачиков, Т. Трегубова, А. Тюпич, М. Сенін, Л. Стависька, Є. Тиманович, В. Ясієвич та інші. З появою відділу історії українського мистецтва науковий потенціал інституту поповнили О. Бондаренко, Ю. Бєлічко, Г. Богданович, А. В'юник, О. Данченко, Я. Затенацький, С. Кохан, В. Московченко, П. Мусієнко, Л. Попова, Ю. Химич, П. Цибенко, Н. Шпатенко.

### Після ліквідації Академії. В структурах Держцивільбуду (1963–1988)
В 1963 році Академія будівництва й архітектури УРСР та Академія будівництва й архітектури СРСР ліквідуються, а їхні інститути передаються до різних республіканських та союзних установ. НДІТІ передається до Державного комітету з цивільного будівництва й архітектури (Держцивільбуд) при Держбуді СРСР і набуває нової назви: Науково-дослідний інститут теорії, історії та перспективних проблем радянської архітектури в м. Києві (КиївНДІТІ). Суто історична українська архітектура стає непрофільною для інституту. Держбуду УРСР зі складу інституту передається заповідник Софійський музей, а КиївЗНДІЕП отримує науково-експериментальну макетну майстерню. В 1970 виходять останні томи Історії українського мистецтва, після чого сектор історії українського радянського мистецтва розформовується.
В 1976 році директором інституту стає Валентин Єжов.
В 1981 році директором стає Володимир Дахно.

#### Книги
- Архітектура України на новому етапі
- Архітектура України. 1917–1967
- Сучасна архітектура Радянської України
- Архітектор і художник
- Культурно-побутове обслуговування в мікрорайонах
- Проблемы повышения качества архитектуры
- Архітектурна виразність центру села
- Музеї народної архітектури України
- Архитектурпо-конструктивные системи общественных зданий
- Донецк
- Архитектура Крыма
- Одесса
- Архитектура Украины на современном этапе
- Композиция городской жилой среды
- Архитектура индустриальных жилых домов
- Повышение качества архитектуры обьемно-блочных зданий
- Днепропетровск
- Конструктивные решения зданий и сооружений
- Архитектура Советской Украины
- Формирование градостроительной культури Юга Укранны
- Выдающиеся ученые и инженеры-строители
- Київ архітектурний
- Ворошиловград
- Памятники градостроительства и архитектуры Украинской ССР (участь в підготовці книги)

#### Рукописи
В цей період були підготовлені наступні рукописи, які, проте, так ніколи й не були видані, оскільки після розформування Академії будівництва й архітектури УРСР галузеве видавництво Будівельник втратило право публікації праць з висвітлення зарубіжного досвіду:
- Архітектура соціалістичних країн Європи
- Теоретичні концепції архітектурної творчості в соціалістичних країнах Європи

#### Персоналії
В цей період, крім згаданих вище, в інстут прийшли фахівці з досвідом —- М. Агуф, С. Волков, О. Годованюк, Г. Делеур, С. Дехтяр, Г. Калита, І. Касьяненко, В. Кравченко, Г. Лаврик, В. Петренко, С. Северин, М. Сенін, С. Сухоруков, В. Тимофієнко, Н. Щукіна, В. Ясієвич та молоді фахівці — В. Авксентьєв, В. Альошин, М. Андрущенко, Т. Бажанова, О. Бирюкович, В. Вечерський, М. Гончаренко, В. Горелик, І. Гречина, З. Гудченко, Ю. Євреїнов, Б. Єрофалов, Т. Жаворонкова, О. Жиздринська, В. Завада, О. Зінченко, Т. Зюзіна-Зінченко, О. Іванова, Г. Іноземцева, Л. Климеїітьєва, Г. Козюра, Б. Колосок, Н. Кондель, О. Космича, В. Костін, А. Курганова, О. Кутовий, В. Ленченко, Н. Логвин, О. Лялюшко, І. Майборода, А. Мардер, А. Матиш, В. Назаренко, Ю. Нельговський, В. Нікітін, Л. Панчишин, Е. Паскевич, Б. Піскаленко, О. Пламеницька, В. Плєхов, І. Правниченко, С. Привольнева, Б. Проценко, Л. Саніна, О. Сидорова, Т. Скибицька, Н. Сліпко, В. Смирцов, Т. Сокол, С. Сьомін, О. С'єдін, О. Тищенко, Н. Трикаш, Ю. Ходорковський, В. Черна, Л. Шаринова, Г. Щербина, О. Ястребова.

### Перебудова. Перетворення на філію (1988–1991)
В 1987 році головну організацію інституту, Держцивільбуд, було перетворено на Державний комітет з архітектури й містобудування (Держкомархітектури), а ЦНДІТІА — на Всесоюзний науково-дослідний інститут теорії архітектури і містобудування (ВНДІТАМ), якому в 1988 і було передано інститут як філію ВНДІТАМ у м. Києві (КиївНДІТАМ), яку очолив Микола Дьомін.
Таким чином статус інституту було знижено до філії. З його назви вилучено слово історія натомість проголошено провідним з проблем прикладної інформатики, застосувати обчислювальної техніки в архітектурі й містобудуванні — тобто, з питань, абсолютно нових для інституту. Для виконання нових завдань з КиївЗНДІЕПу, було переведено п'ятдесят фахівців і разом з новими фахівцями з інших установ чисельність співробітників інституту досягла 279 чоловік (станом на 1990 рік) і стала найбільшою в його історії.

#### Книги
- Развитие строительной науки и техннки в Украинской ССР (в трьох томах) (під ред. В. Ясієвича; автори: М. Андрущенко, С. Дехтяр, Г. Іноземцева, С. Кілессо, М. Коломієць, В. Ленченко, Г. Логвин, А. Мардер, Л. Матвєєва, В. Мойсеєнко, Ю. Нельговський, В. Петренко, О. С'єдін, Є. Тиманович та фахівці інших установ)
- Архитектура сел Украины и Белоруссии
- Выдающиеся украинские ученые и инженеры-строители
- Качество архитектуры жилых зданий индустриального строительства
- Львів. Історико-архитектурний нарис
- Метал в архітектурі (словацькою мовою в Братиславі)
- Монолітне домобудування в Українській РСР
- Николаев. Архитектурно-исторический очерк
- Применение средств прикладной информатики в архитектурно-исторических исследованиях
- Снижение материалоемкости жилищного строительства
- Социальная зффективность архитектурной деятельности
- Управление развитием градостроительных систем
- Эстетическая выразительность застройки села

#### Персоналії
В цей період, окрім згаданих вище, в інститут прийшли В. Абизов, Л. Бармашина, О. Богорад, В. Ваховський, М. Виноградова, Є. Водзинський, О. Галич, Л. Гнатюк-Сосна, В. Дьоміна, І. Карманова, Т. Кілессо, О. Кобенко, В. Ковбасюк, В. Колчанов, М. Краснопольський, Г. Куліш, О. Олійник, О. Роздорожнюк, Б. Солуха, Н. Стависька, Т. Товстенко, Н. Чхартішвілі та інші.

### В незалежній Україні. Відновлення статусу. Ліквідація (1991–2007)
З розпадом СРСР всесоюзні установи було ліквідовано, а філію поновлено у статусі інституту, як Державний науково-дослідний інститут теорії та історії архітектури і містобудування (НДІТІАМ). На відміну від головних організацій, які неодноразово мінялись в 1990-2000-х, назва інститут і його профіль — головний в Україні з проблем теорії та історії і використання прикладної інформатики в архітектурі й містобудуванні — вже не змінювались.
Більшу частину цього періоду інститут продовжував очолювати Микола Дьомін (до 2004).
У квітні 2004 року директором став Вадим Абизов.
В 2006 інститут очолила Алла Виноградна. Будучи економістом, а не архітектором за профілем, вона відзначилась боротьбою з корупцією в інституті, внаслідок чого за рік держпідприємство перестало бути збитковим, були виплачені борги з зарплати, а самі зарплати значно підвищені. Тим не менше, не зважаючи на вдалу боротьбу з корупцією, а, можливо, й завдяки їй, 23 серпня 2007 року, ігноруючи протести науковців (відкритий лист з цього приводу підписали: президент НАНУ академік Борис Патон, голова Товариства охорони пам'яток історії і культури академік Петро Толочко, президент Академії архітектури України доктор архітектури Валентин Штолько), наказом Володимира Яцуби, міністра Мінрегіонбуд в уряді Януковича, інститут було ліквідовано: «з метою вдосконалення фінансово-господарської діяльності підприємств, установ і організацій, які належать до сфери управління Мінрегіонбуду».

#### Книги
- Архітектурна спадщина України (збірка статей; щорічне видання)
- З історії Української Академії архітектури (додаток до 2-го випуску Архітектурної спадщини України)
- Правові акти з охорони культурної спадщини (додаток до 2-го випуску Архітектурної спадщини України) (ред. В. Тимофієнко)
- Ю. Хохол — Історія архітектури українського села. Радянський період" (підготовлена до друку І. Майбородою)
- Архітектура: Короткий словник-довідник (загальна редакція А. Мардера)
- А. Г. Габричевський. Теория и история архитектуры: Избранные сочинения (упорядкування, вступна стаття і коментарі А. Пучкова)
- В. Тимофієнко — Українська садибна архітектура другої половини XVIII -першої третини XIX століття
- В. Тимофієнко — Брами, огорожі й ворота у забудові південних міст
- А. Пучков — Пространственные окрестности теории архитектуры"
- А. Пучков — Архитектоника книги, или Метемпсихоз библиофипа
- В. Тимофієнко — Енциклопедія архітектурної спадщини України. Тематичний словник багатотомного видання

#### Персоналії
В цей період до інститут прийшли А. Пучков, В. Сенюкова, О. Сингаївська, В. Сотников та інші.